# Salto de Roldán

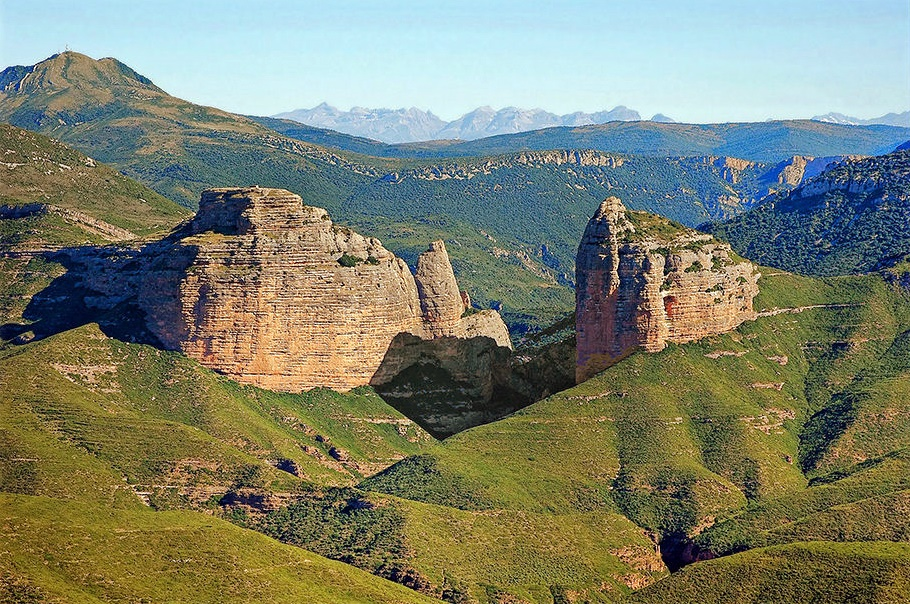
Vista aèria

El Salto de Roldán és una formació rocosa situada al nord de la ciutat d'Osca, formada per dues grans penyes (o mallos, com es coneixen a la zona), anomenades "de San Miguel" (1.126 m), a l'oest, i "de Amán" (1.121 m), a l'est, que reben popularment els noms de "Sen" i "Men", respectivament. Entre les dues penyes, flueix el riu Flumen en direcció sud, el qual fa de límit entre els municipis de Nueno i Loporzano en aquest indret. A la banda de la penya de San Miguel, hi ha un pic secundari, de 1.036 m, anomenat "pico del Fraile". El Salto de Roldán forma part de les anomenades "sierras exteriores", que delimiten la frontera nord de la Foia d'Osca, i es troba a l'extrem occidental del Parque Natural de la Sierra y Cañones de Guara. S'hi poden veure restes de les fortificacions medievals amb què foren protegides i fortificades, primer pels musulmans i després pels cristians que dominaren Osca. 

## Llegenda

Escut d'Osca. A la part superior esquerra, la suposada representació del Salto de Roldán

L'any 778, el cavaller Rotllà, protagonista de la Cançó de Rotllà, nebot de Carlemany, fuig a cavall, de tornada a França, després d'una expedició fallida contra la ciutat musulmana de Saraqusta (Saragossa). Perseguit pels seus enemics, en arribar a la penya d'Amán, realitza un prodigiós salt envers la penya de San Miguel, deixant els enemics enrere; el seu cavall, però, mor a causa del gran esforç. Hom diu que les petjades deixades pels cascos de l'animal són encara visibles avui dia.
Aquest escenari i la seva llegenda adquiriren gran notorietat i, segons algunes fonts, les penyes estan fins i tot representades a l'escut de la ciutat d'Osca.